# Просительницы (Еврипид)
«Просительницы» или «Умоляющие» (др.-греч. Ἱκέτιδες) — трагедия древнегреческого драматурга Еврипида, написанная между 424 и 420 годами до н. э. Её текст сохранился.

## Сюжет
По времени действия «Просительницы» продолжают написанную позже трагедию «Финикиянки». После разгрома фиванцами напавших на их город Семи вождей царь Аргоса Адраст приезжает в Аттику и просит Тесея добиться от победителей выдачи тел павших для их погребения. Тесей сначала отказывает ему, но затем уступает просьбам своей матери Эфры и отправляется в поход на Фивы. Он одерживает победу в сражении, хоронит мёртвых, а тела их вождей привозит в Элевсин, чтобы там возложить их на погребальный костёр. В финале появляется Афина Паллада и добивается от аргивян клятвы о том, что они никогда не будут воевать с Афинами.
Во время спора с фиванским послом Тесей описывает все преимущества афинского демократического строя, основанного на равенстве граждан. Он осуждает Адраста, развязавшего войну, и с этого начинается антивоенная линия в творчестве Еврипида.
До Еврипида Эсхил написал на ту же тему трагедию «Элевсиняне», текст которой практически полностью утрачен.

## История текста
В сохранившихся источниках нет данных о времени написания и постановки «Просительниц». При этом их сюжет имеет много общего с событиями осени 424 года до н. э., когда фиванцы разбили афинян в битве при Делии. Исследователи уверены, что Еврипид написал трагедию под впечатлением от этих событий, и одни относят постановку «Просительниц» к весне 422 года до н. э., другие — к весне 420 года до н. э. Пьеса явно связана с политической ситуацией тех лет, когда Афины были заинтересованы в союзе с Аргосом против Спарты.
Текст трагедии сохранился. На русский язык её переводили Иннокентий Анненский (под названием «Умоляющие») и Сергей Шервинский (под названием «Просительницы»).